# 大宮駅 (西武)
大宮駅（おおみやえき）は、かつて埼玉県大宮市大字大宮（現・さいたま市大宮区錦町）に存在した、西武鉄道大宮線の停留場。

## 概要
工場前駅から直進、鉄道省大宮駅にぶつかるところから省線駅の構内に入って南に曲がり、そのまま構内西端を駅沿いに下って終点となっていた。
この南下部分と停留場の敷地部分の線路は、低い築堤上に敷かれた専用軌道となっていた。このため、当停留場も路面電車の「電停」というよりは省線の駅に乗り入れている私鉄の駅のような雰囲気であった。また当停留場の敷地は鉄道省からの借地、つまり省線大宮駅の構内であった。
川越久保町駅同様、大宮線のターミナルであった。駅構内の線路は途中で2つに分かれていたが、ホームが設置されていたのは東側の1線のみで、西側は側線として使用されていたとみられている。ホームの有効長は極めて長く取られていたようで、営業当時の写真を見ると駅舎の南側に長くホームが延びているのが確認できる。川越久保町駅とは異なりループ線構造や車庫は存在しなかった。
駅舎は木造平屋で、開業直後には川越方に小さな食堂を併設していた。停留場自体が省線と跨線橋を通じて乗換が直接可能となっていたため、有人駅として駅員が相当数配置されていた。
なお、停留場より先にも省線駅の構内へ向けて線路が延びていた。大宮駅開業50周年記念の写真帳に添附された構内配線略図によれば、この線路は貨物側線で、省線側の貨物側線と向き合うかたちで延ばされ、ちょうどお互いが合流する地点に貨物ホームが設置されている。軌間が異なり、貨車の直通ができないことからの措置であったとみられる。

### 西口駅舎との関係
当停留場は大宮駅の西口に存在した。大宮の中心部とは反対側であった西側は、当時はいわば駅裏として扱われていた。後に省線となる日本鉄道が通った頃にはまだ一面の田園地帯であり、需要がないために駅の入口すら設けられていなかった。
その状況は当停留場が開設された1906年（明治39年）頃もほとんど変わらなかった。このため会社側では、駅舎の改札部分に直接跨線橋をつなぐかたちにして省線の出札口と改札口を設け、当線から、もしくは当線への乗換客のみを扱うようにしていた。つまり停留場を介して西口に改札はあったものの、外部から省線に乗車する乗客を受け入れるかたちにはなっていなかったのである。
しかし、大正時代になると市街地の拡大が西口にも及び、この一帯が住宅地化して住民が急増したため、西口開設が切に望まれるようになった。このため鉄道省では、1926年（大正15年）2月14日に西口を開設した。この西口の駅舎は当停留場の駅舎の南に設けられ、西口の駅舎から出た道と当停留場の駅舎から出た道とが途中で合流し、同一の跨線橋で省線駅に入ることができるように整備された。その詳細には不明の点が多いが、いずれにせよ西武側も省線側もこの開設に当たって一定以上の駅舎の新築や増築、改築を行ったことは確かである。
なお西口駅舎から当停留場に入ることも可能であったようで、駅舎には「西武電車」との看板が掲げられていた。また「川越行バス発着所」とも併記され、川越方面への乗合自動車が発着するようになっていた。

## 歴史
- 1906年（明治39年）4月16日：川越電気鉄道により開業。乗換客専用の跨線橋が接続していた。
- 1914年（大正3年）12月：会社合併に伴い、武蔵水電川越東線の停留場となる。
- 1922年（大正11年）
  - 6月1日：会社分離に伴い武蔵鉄道（後の西武鉄道）の停留場となる。
  - 11月17日：川越東線の線名改称に伴い、大宮線の停留場となる。
- 1926年（大正15年）2月14日：省線大宮駅西口開設により、跨線橋が改良される[注 1]。
- 1927年（昭和2年）8月28日 - 9月3日：車庫火災により運休。
- 1940年（昭和15年）12月20日：大宮線休止。
- 1941年（昭和16年）2月25日：大宮線の廃線に伴い廃止となる。

## 廃線後の状況
当停留場のあった位置は、新幹線ホームのすぐ西側であり、それらの構造物や入口、通路や道路にかき消されて何も残っていない。
なお、大宮駅西口DOMショッピングセンターとJACK大宮の間を抜けて大きくカーブし、新幹線ホーム横に至る道路が線路跡である。桜木町交差点方面から進んできた車両が、JR大宮駅に並行するかたちで存在していた当駅に到着するルートを窺い知ることができる。

## 隣の駅
西武鉄道
大宮線
工場前駅 - 大宮駅